# Макарьево-Унженский монастырь
Мака́риево-У́нженский монасты́рь — мужской монастырь Галичской епархии Русской православной церкви, расположенный на берегу реки Унжи в Костромской области. Основан в 1439 году преподобным Макарием Унженским. Большинство сохранившихся храмов построены в XVII веке. Из монастырской слободы со временем вырос город Макарьев.

## Описание
Монастырь расположен на высоком берегу Унжи и от города отделён глубоким оврагом. В центральной части его территории, которая имеет в плане неправильную многоугольную форму и обнесена невысокой оградой с четырьмя башнями и Святыми воротами с востока, размещается пятиглавый Троицкий собор с пониженными папертями с севера и запада. Остальные сооружения расположены по периметру стен.
У южной стены поставлены пятиглавая Макарьевская церковь, имеющая с запада обширную трапезную и трапециевидную в плане паперть, а также живописный по композиции комплекс, включающий одноглавую Благовещенскую церковь, шатровую колокольню и двухэтажный объём с одностолпной поваренной палатой в первом этаже и такой же во втором. Вдоль северной стены расположен протяжённый двухэтажный объём келий, состоящий из поставленных под тупым углом друг к другу братского и трапезного корпусов.
В северо-западном углу ограды находится небольшой Успенский храм типа восьмерик на четверике, завершённой луковичной главкой на глухом восьмерике, к которому с запада примыкает одноэтажный объём больничных келий XVIII века и двухэтажная постройка XIX века. В восточной части, оформляя главный вход в монастырь, расположена одноглавая надвратная Никольская церковь, к которой с запада примыкает вытянутая в поперечном направлении трапезная. За северным участком ограды располагался монастырский сад.

## История

### Дореволюционный период
Согласно житию Макария, после разорения Желтоводской обители татарами новое место было найдено на высоком правом берегу реки Унжи, где Макарий поставил крест, небольшую хижину, а также вырыл колодец, вода в котором считалась целебной. На берег Унжи он удалился, согласно «Описанию Макариева Унженского Костромской епархии третьеклассного мужского монастыря», с позволения хана Улу-Махмета. В 1444 году Макарий скончался, тогда же над его могилой была построена деревянная Макарьевская церковь, а позже рядом появилась церковь Флора и Лавра. Первоначально вновь организованное монашеское общежитие называлось «Макарьева новая пустыня Желтоводский монастырь».
В 1596 году царём Фёдором Иоанновичем в монастырь был назначен строитель — монах Давид Хвостов, чьим иждивением была сооружена в 1601 году новая каменная церковь Флора и Лавра на месте обветшавшей деревянной, а также деревянная восьмистенная шатровая колокольня. В это время в монастыре проживало порядка 20 насельников, а в 1607 году к было приписано несколько рек и озёр с угодьями. В XVII веке монастырь дважды переживал сильные пожары — в 1650 и 1669 годах.

Третий настоятель монастыря, игумен Зосима, в 1625 году заменил пришедшую в негодность Макарьевскую церковь новой, десятистенной и пятиглавой, с приделами во имя Благовещения Пресвятой Богородицы и святых Бориса и Глеба. Тогда же монастырь был обнесен новой деревянной стеной, а также была устроена надвратная церковь во имя Николая Угодника и соловецких чудотворцев Зосимы и Савватия. 

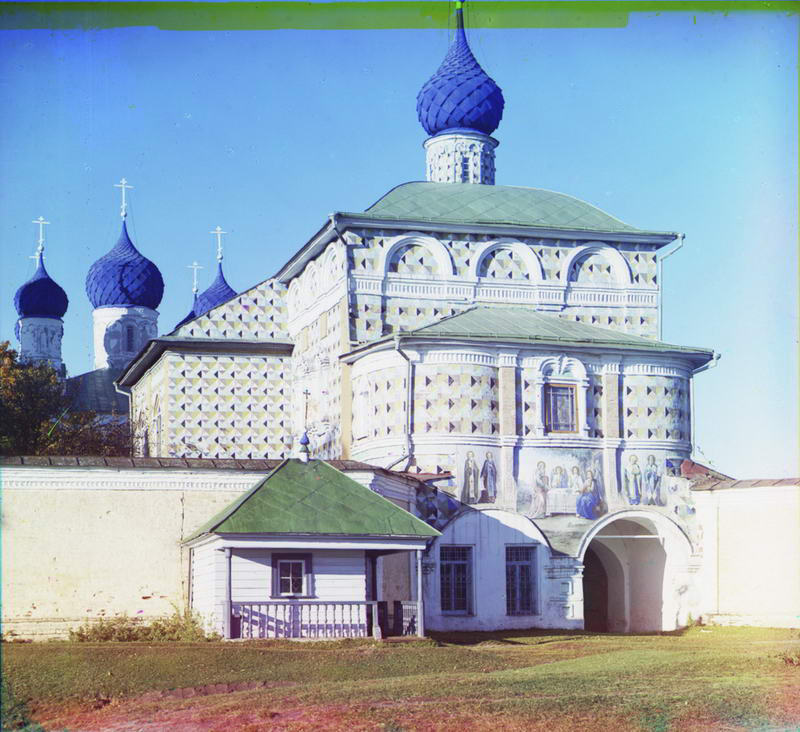
Надвратный храм на фотографии Прокудина-Горского (1910)

П. Г. Инягин на основе археологического разведочного обследования в 1994 году утверждал о наличии здесь селища XIV—XVI веков. Близ трапезной в культурном слое монастыря были выявлены старинные погребения, деревянные срубы, датированные XVII веком. Особый интерес представляет коллекция фрагментов изразцов, в большей части связанных со временем начала активного каменного строительства во второй половине XVII века.

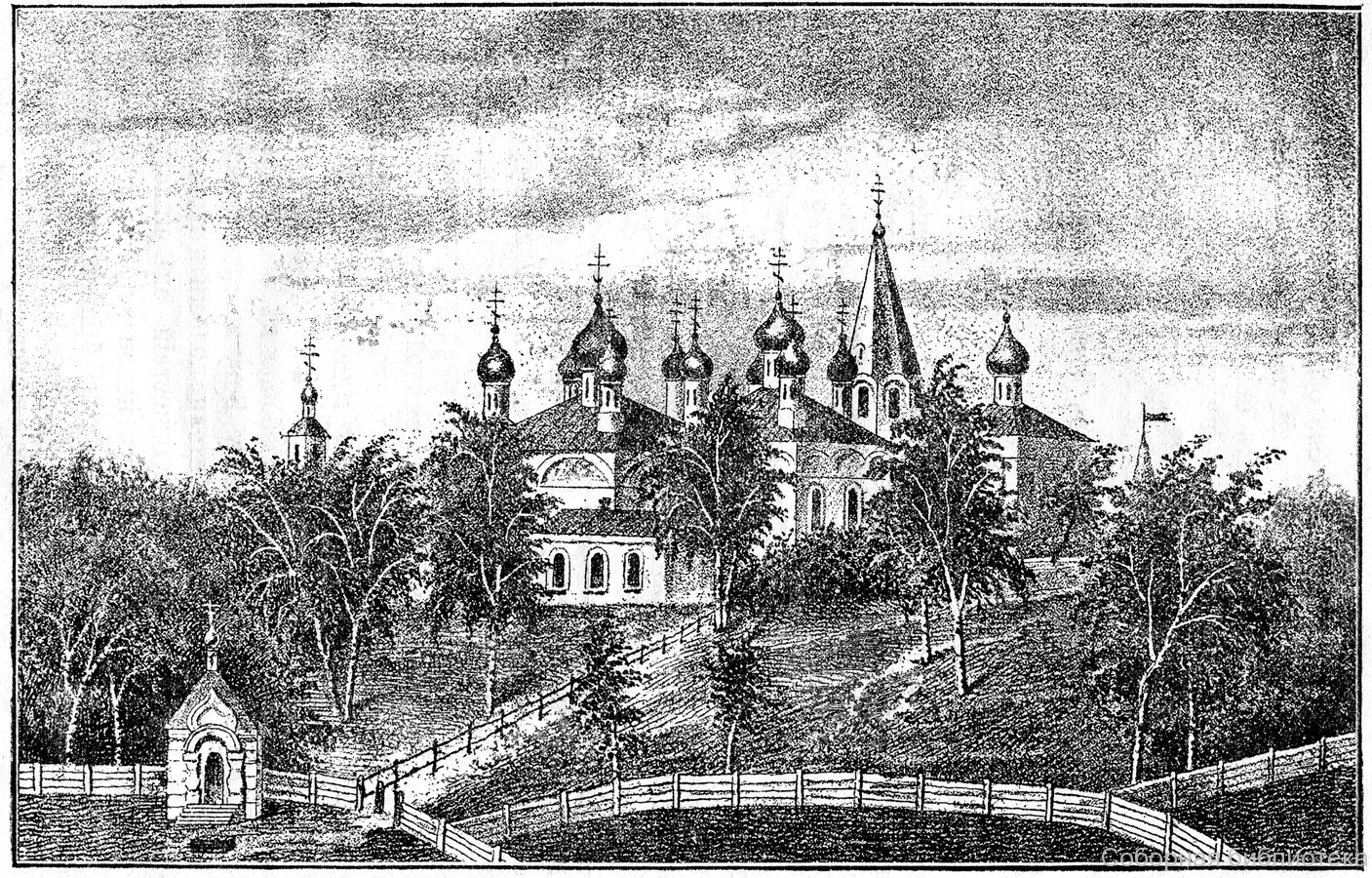
Макариево-Унженский монастырь. Гравюра XIX века.

Архитектурный ансамбль сложился в XVII—XIX веках. Монументальное строительство в монастыре началось во второй половине XVII века, когда была выстроена основная часть его сооружений: Троицкий собор (1664—1670), тёплая Макарьевская церковь (1670—1674), церковь Благовещения с трапезной и колокольней (1677—1680), Никольская церковь над Святыми воротами (1682—1685) и здание келий, включавшее в себя два корпуса — трапезный и братский с настоятельскими кельями и казённой палатой (1687).
Макарьевская и Никольская церкви были выстроены солигаличскими каменщиками Гавриилом Антипьевым и Давыдом Гаврииловым Антоновскими. В 1732—1735 годах на месте, где до 1629 года находились деревянные кельи, в которых останавливался в 1619 году (по другим данным — в 1620 году) царь Михаил Фёдорович, пожертвовавший монастырю образы священномученика Феодора Скрибона и Михаила Малеина, выстроена каменная Успенская церковь с больничными кельями при ней. В 1754—1764 годах в два приёма была построена каменная ограда с четырьмя башнями.
В XIX веке многие постройки монастыря неоднократно подвергались ремонтам и перестройкам, не внёсшим, однако, больших изменений в их первоначальный облик. Исключение составляют больничные кельи, к которым в 1-й четверти и середине XIX века был пристроен двухэтажный кирпичный корпус, который впоследствии также перестраивался. В нём размещались духовное правление и духовное училище. В 1849—1854 годах к трапезной Макарьевской церкви была пристроена паперть.

### Советский период

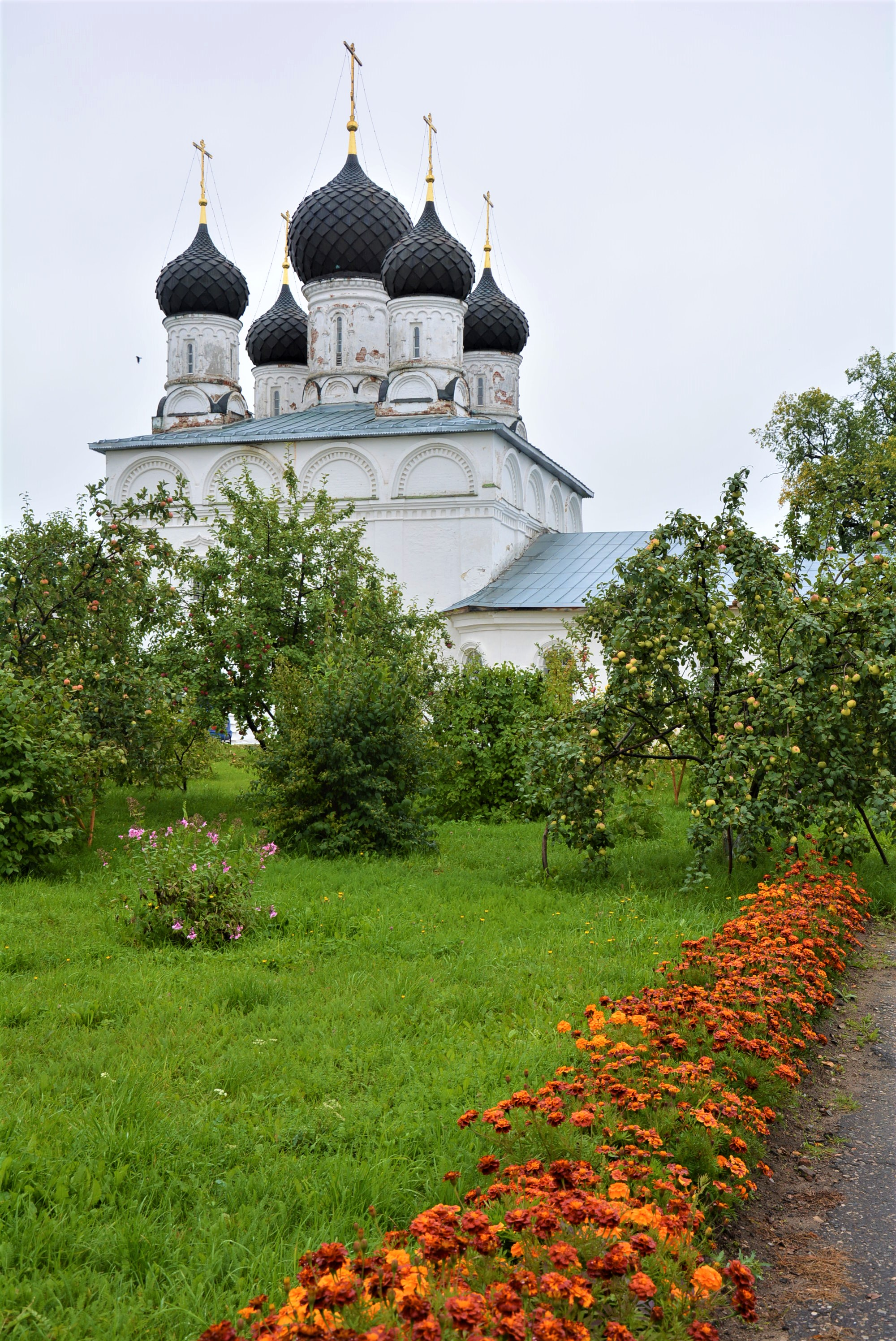
Троицкий собор XVII века

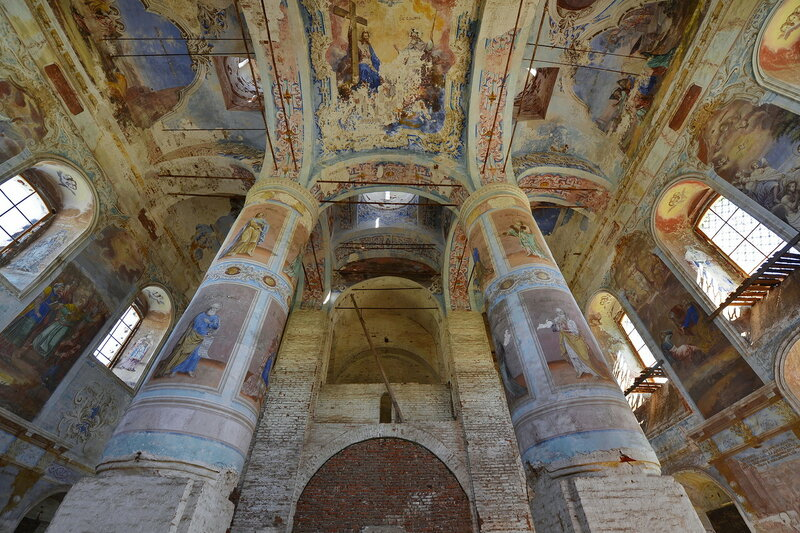
Интерьер собора

В 1919 году монастырь был упразднён, братия изгнана. В 1926 году закрыли первый из монастырских храмов (надвратную Никольскую церковь), а в декабре 1929 года состоялось закрытие и остальных храмов. Мощи преподобного Макария были вскрыты и переданы в краеведческий музей, а в самой обители разместились машинно-тракторная станция и склады зерна. В 1930-х годах, за исключением небольшого участка и двух башен, была разобрана ограда. В 1970 году Костромской реставрационной мастерской были начаты работы по реставрации монастыря, которые велись до начала 1990-х годов под руководством архитекторов Л. С. Васильева и А. П. Чернова. Была воссоздана часть утраченных стен, реставрировались церковные здания.

### Восстановление монастыря
16 июля 1993 года определением Священного синода Русской православной церкви Макариево-Унженская обитель была возрождена как женский монастырь, а в январе 1994 года Костромской епархии передали весь ансамбль монастырских зданий. В августе 1994 года архиепископ Костромской и Галичский Александр освятил первый возрождённый монастырский храм — Макарьевскую церковь. В 1995 году в обитель из городского приходского храма перенесли мощи преподобного Макария.
В монастыре продолжаются ремонтные и восстановительные работы (корпуса келий, Макарьевская, Успенская церкви). В 1999 году было воссоздано восточное прясло стены с воротами. В 2001—2002 годах в связи с ухудшением состояния фундаментов Благовещенской церкви были проведены срочные противоаварийные работы под руководством Евгения Пашкина и Ю. А. Коваля по укреплению фундаментов и стен здания, однако колокольню этой церкви спасти не удалось. Под руководством архитектора Центральных научно-реставрационных проектных мастерских С. В. Демидова разработан проект воссоздания обвалившейся колокольни.
Первый за сто лет после закрытия монастыря монашеский постриг состоялся в обители 5 апреля 2019 года.

## Реликвии и святыни
- Святые мощи преподобного Макария Унженского и Желтоводского
- Список с чудотворной Макарьевской иконы Божией Матери (утрачена после закрытия монастыря)
- Святой источник преподобного Макария

## Настоятели монастыря
- Макарий Унженский (1439)
- строитель Давид Хвостов (1596)
- игумен Иоасаф (с 1609)
- игумен Зосима (1613—1625)
- игумен Макарий Рязанец (с 1625)
- игумен Макарий Нижегородец
- игумен Пафнутий из Москвы (до 1638, 1652—1653, до 1659)
- игумен Карион из Москвы (до 1653)
- игумен Сергий из Москвы (с 1661)
- игумен Нафанаил Нижегородец (с 1663)
- игумен Никита Переяславец (с 1666)
- Митрофан Воронежский (с 1675)
- игумен Иона, священник подмонастырской слободы — будущего города Макарьева (с 1682)
- игумен Феодосий (с 1688)
- игумен Спиридон Ярославский (с 1691)
- игумен Иона из Вереи (с 1694)
- игумен Трифиллий из Москвы (с 1699)
- игумен Леонид из священников Унжи (с 1700)
- Леонтий (Павлов) (1714—1727 и 1728—1741[5])
- игумен Александр (с 1726)
- игумен Ефрем
- игумен Александр из Галича
- игумен Варсонофий (с 1751)
- игумен Гурий (с 1752)
- игумен Анастасий Малороссиянин (с 1758)
- игумен Иосиф Малороссиянин (с 1761)
- архимандрит Амвросий Малороссиянин (с 1763)
- архимандрит Иероним Малороссиянин (с 1770)
- игумен Митрофан из Нерехты (1773)
- игумен Иосиф из Москвы (с 1781)
- игумен Транквиллин (с 1791)
- Иринарх (Шигин) (8 октября 1800 — 26 марта 1806)
- игумен Гедеон (с 1806)
- архимандрит Макарий (с 1820)
- Платон Марковский (1850—1867)[6]
- Иннокентий (Беликов) (17 мая 1867 — 2 ноября 1874[7])
- Архимандрит Иов [в миру Харламов] (~1888 — 1914, умер в 1915)
- Виссарион (Ильинский) (1914 — январь 1918)
- игумения Вера (Морева) — с 24 марта 2004 по 15 июля 2016 года[8].
- игумен Варфоломей (Коломацкий) — с 15 июля 2016 года[9].
- архимандрит Алексий (Елисеев) — с 25 августа 2020 года[10].